# Pico-8
PICO-8 est une fantasy console pour créer, partager et jouer à de petits jeux et autres programmes informatiques. Cela ressemble à une console ordinaire, mais celle-ci fonctionne sous Windows, Mac et Linux. Lorsque vous l'allumez, la machine vous accueille avec une ligne de commande, une suite d'outils de création de cartouches et un navigateur de cartouches en ligne appelé SPLORE. Les limitations sévères de PICO-8 sont soigneusement choisies pour être agréables à travailler, pour encourager les conceptions petites mais expressives et pour donner aux cartouches fabriquées avec PICO-8 leur propre aspect et leur propre sensation.
Pico-8 (aussi écrit PICO-8) est une machine virtuelle, développée par Lexaloffle Games. Son but est d'offrir un support, sur lequel il est possible de développer, partager et s'entraîner.
Le développement se réalise par un environnement en Lua, dans lequel l'utilisateur peut créer les différents éléments du jeu (sons, sprites, cartes...).
L'affichage graphique est limité à 16 couleurs, 128x128 pixels, ce qui donne facilement aux jeux ainsi créés un aspect minimaliste et rétro.
Pico-8 a été utilisé par des créateurs vétérans, mais aussi par des non-professionnels du jeu vidéo.

## Outils créatifs
PICO-8 a des outils pour éditer le code, la musique, le son, les sprites, les cartes intégrés directement dans la console, ce qui donne la possibilité de créer un jeu ou un programme entier en une seule séance.

## Cartouches
Les cartouches PICO-8 peuvent être enregistrées dans un format .png et envoyées directement à d'autres utilisateurs, partagées avec n'importe qui via un lecteur de panier Web ou exportées vers des applications HTML5, Windows, Mac et Linux autonomes.
N'importe quelle cartouche peut être ouverte à nouveau dans PICO-8, ce qui permet de jeter un coup d'œil à l'intérieur pour modifier ou étudier le code, les graphiques et le son.

## Le Cartverse
PICO-8 est livré avec un navigateur de cartouches intégré appelé SPLORE, pour rechercher et mettre en favoris des cartouches de la collection en ligne.

## Ressources communautaires
PICO-8 possède une communauté d'utilisateurs qui collaborent, partagent des connaissances et créent des outils, des extraits de code et des didacticiels.

## Palette
Chaque pixel sur PICO-8 est stocké en tant que valeur de 4 bits en mémoire. Étant donné qu'une valeur de 4 bits ne peut contenir que les valeurs de 0 à 15, cela signifie que les pixels ne peuvent choisir que parmi une liste de 16 couleurs. Cette liste est appelée la palette.
PICO-8 a trois couches de palettes. Seules les deux premières sont configurables. La première couche est utilisée lors de chaque appel de dessin, réassignant les indices de 4 bits demandés sur les indices de 4 bits qui sont réellement écrits dans la mémoire de données d'écran. La seconde couche est utilisée lorsque l'image est présentée au spectateur, réassignant les indices de 4 bits dans les données d'écran en indices de couleur système de 8 bits. Le troisième assigne les indices de couleur du système 8 bits sur des valeurs R,V,B prédéfinies.

## Développement de jeux

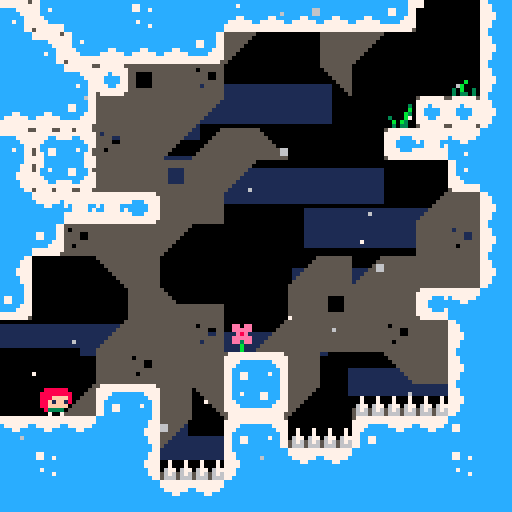
Celeste Classic, développé pour PICO-8

PICO-8 a été utilisé pour de nombreux portages, demakes et remakes : Terra (Terraria), Poom (Doom), Fuz (Fez), Low Mem Sky (No Man's Sky), et unDUNE II (Dune II) pour citer les exemples les plus notables,,.
Il y a également des sorties de jeux originaux, parmi lesquels, en août 2015, Celeste Classic, adapté ensuite en Celeste, jeu de 2018 incluant le jeu d'origine comme œuf de Pâques. Citons également des anthologies de jeux ou l'adoption par la scène démo.